# Gremutxi (Astracan)
|  | Per a altres significats, vegeu «Gremutxi». |

Gremutxi (en rus: Гремучий) és un poble (un possiólok) de l'óblast d'Astracan, a Rússia, segons el cens del 2010 tenia 147 habitants.